# 蓬莱沙河口机场
蓬莱沙河口机场位于中华人民共和国山东省蓬莱市，距市中心5公里。机场总长800米，宽23米。2002年正式通航，主要用于试飞、训练和旅游。